# Zoltán Bátorfi
Zoltán Bátorfi (* 20. Juli 1975 in Szombathely) ist ein ungarischer Tischtennisspieler. Er nahm in den 1990er Jahren an fünf Weltmeisterschaften, mindestens zwei Europameisterschaften sowie an den Olympischen Spielen 1996 teil.

## Werdegang
Zoltán Bátorfi ist der Sohn des Kinderarztes István Bátorfi, der in den 1980er Jahren in der ungarischen 2. Liga Tischtennis spielte. Zusammen mit seiner Schwester Csilla Bátorfi wurde er von seinem Vater trainiert. Nach einigen Jahren in Tolna (1975–1984) übersiedelte die Familie nach Budapest.
Erste internationale Erfolge erzielte Zoltán Bátorfi bei Jugend-Europameisterschaften. Hier wurde er 1989 mit Zoltán Varga und 1990 mit Adam Lindner Zweiter im Doppel, 1989 wirkte er zudem am Titelgewinn der Mannschaft mit. 1992 erreichte er im Einzel das Halbfinale.
Bei den nationalen ungarischen Meisterschaften gewann er drei Titel im Mixed, nämlich 1993 mit Csilla Bátorfi, 1994 und 2002 mit Krisztina Tóth. Sechsmal wurde er ungarischer Mannschaftsmeister, 1988/89 mit Budapesti Vasutas SC, danach fünfmal mit Postás SE Budapest (1989/90, 1989/90, 1997/98, 2000/01, 2001/02).
Von 1989 bis 1999 nahm er an fünf Weltmeisterschaften teil, kam dabei aber nicht in die Nähe von Medaillenrängen. 1996 qualifizierte er sich für die Teilnahme am Einzelwettbewerb der Olympischen Spiele. Hier besiegte er in den Gruppenspielen Hamad al-Hammadi aus Katar, verlor jedoch gegen Zoran Primorac (Kroatien) und Werner Schlager (Österreich).
1993 schloss sich Zoltán Bátorfi dem deutschen Regionalligaverein Spvg. Niedermark an und verhalf diesem zum Aufstieg in die  2. Bundesliga.